# Bruno Blum
Pour les articles homonymes, voir Blum.
 (novembre 2015).
Bruno Blum, né le 4 octobre 1960, est un musicien, journaliste et écrivain. Il a produit une dizaine d'albums et une trentaine de livres, principalement dans le domaine du reggae et du rock. Il a également des activités de conférencier, dessinateur, peintre et photographe.

## Biographie
Bruno Blum a produit plusieurs albums dont dix de ses propres compositions, comme Nuage d'Éthiopie. Il est notamment connu pour son travail de remixage (dub) de trois albums reggae de Serge Gainsbourg. Guitariste soliste et chanteur essentiellement francophone, il publie ses enregistrements sur le site américain brunoblum.bandcamp.com , se produit régulièrement sur scène et donne aussi dans toute la France des conférences sur le reggae, le rock, les musiques africaines, etc. Il est interprète des succès Guerre et War enregistré en Jamaïque avec les Wailers et de Viens fumer un p'tit joint, une parodie humoristique spontanée dont la popularité l'étonne lui-même .
Il est également dessinateur et a publié plusieurs livres illustrés et des bandes dessinées. Photographe, il associe à ses conférences sur le reggae des expositions de photos sur ce style musical. D'après RFI, il est « certainement l'un des meilleurs connaisseurs du reggae en France ». Selon France Culture, « outre ses livres, le succès de ses versions française et anglaise du War de Bob Marley enregistrées avec les Wailers lui assurent une certaine notoriété internationale ». Il a aussi produit et joué sur les albums de The Asmara All Stars Eritrea's Got Soul (2011) enregistré en Érythrée et du Yaounde All Stars Cameroon's Got Soul (2019) enregistré au Cameroun en plus de ses onze albums de compositions.
Bruno Blum était correspondant de Best à Londres de 1977 à 1981,. Il a aussi contribué à Rock & Folk, Les Inrockuptibles, et en tant que dessinateur à Backstage, Actuel, L'Environnement Magazine, Panda Magazine et Hara-Kiri. Il a publié une trentaine de livres et nombre de livrets de rééditions en CD. Il fut en 2017 candidat aux législatives à Paris 5e et 10e pour le Parti animaliste et son livre autobiographique De Viandard à végane a été préfacé par Paul McCartney.
Il a notamment travaillé autour de l'œuvre de Bob Marley dont il a réédité une partie importante et inédite de l'œuvre, publié plusieurs biographies et mixé un album, Freedom Time. Il a reçu deux fois un Prix de l'Académie Charles Cros pour ses rééditions documentées chez Frémeaux & Associés, dont son anthologie Les Musiques des Caraïbes .
Son livre "Les Musiques des Caraïbes" (2020) a été publié en coédition avec la Fondation pour la Mémoire de l'Esclavage" avec des préfaces de Roger Steffens (en) et Christiane Taubira. Il se produit régulièrement sur scène avec son groupe de reprises de rock anglais et américain BB Bloom et sous le nom de Bruno Blum et ses Amis quand il interprète ses compositions francophones.

## Discographie

### Albums
- Private Vices : Total Control (Shattered!, 1979)[10]
- Bruno Blum (New Rose, 1990)[10]
- Sexy Frogs : Sexy Frogs (Ménilmontant International, 1993)[10]
- Nuage d'Éthiopie (Culture Press, 2001)[10]
- Think Différent (Culture Press, 2002)[10]
- Amala & Blum : Welikom 2 Lay-Gh-Us! (55/BMG, 2003) [10]
- Cabaret Végane (Ménilmontant International, 2016)[10]
- Rock n roll de luxe (Ménilmontant International, 2017)[10]
- Culte (Ménilmontant International, 2017)[10]
- Dub De Luxe: Sophisticated Love (Ménilmontant International, 2019)[10]
- Le cœur à gauche, le fric à droite (Ménilmontant International, 2023)[11]

### Simples
- Bruno Blum: Des Couleurs (vinyle, Black Records, Jamaïque, 1989)
- Bruno Blum: Ça bouge (sur la place Rouge) (vinyle, New Rose Records, France, 1989)
- Bruno Blum: L'histoire de ma guitare (vinyle, New Rose Records, France, 1990)
- Bruno Blum: Et moi et moi etc. (CD, Pense à Moi/EMI Music France, 1997)
- Bruno Blum: War (Human Race Records, Jamaïque, 1997)
- Bruno Blum & Dub De Luxe: Si je reste (CD, Scalen, France, 1999)
- Bruno Blum: Should I Stay or Should I Go (vinyle, DeLuxe Records, Jamaïque, 2002)
- Bruno Blum: Zazie et le zazou (feat. King Stitt) (vinyl, Human Race Records, Jamaïque, 2002)
- Doc Reggae: Guerre [feat. The Wailers) (vinyle, Rastafari Records/Patate, EEC, 2008)
- Bruno Blum et ses Amis: Les Moustiques (CD, Cat Records, 2024)

### Production et réalisation artistique
- The War Album featuring the voices of Haile Selassie I, Bob Marley, The Wailers, Big Youth, Buffalo Bill and Bruno Blum (Rastafari Records, 2001)[10]
- Annabelle Mouloudji : La Bombe Glacée[10]
- King Stitt : Zoot Suit Hipster (single vinyle, Human Race 2002)
- Big Youth/Spectacular and the voice of Marcus Garvey: Marcus Garvey (vinyle 25cm 4 titres, Human Race, 2002)
- Serge Gainsbourg : Dub Style (promo CD album, Mercury, 2003)
- Serge Gainsbourg : Aux Armes Et Cætera (double CD, Mercury, 2003)
- Serge Gainsbourg : Mauvaises Nouvelles Des Étoiles (double CD, Mercury, 2003)
- Bob Marley and The Wailers : Freedom Time (mixage d'enregistrements de 1968 et textes, JAD 2003)
- Nada : À l'Olympic (en public, 2003)
- Nada : Ultrash (2004)
- Serge Gainsbourg : Gainsbourg... et Cætera: Enregistrement Public au Théatre Le Palace (Mercury, 2006)
- Joseph Cotton : Conflicts (single vinyle Rastafari, 2008)
- Haile Selassie I, Bob Marley, The Wailers, Big Youth, Doc Reggae, Buffalo Bill : War (vinyle 25cm, Rastafari, 2010)
- Spectacular, Big Youth and the voice of Marcus Garvey Marcus Garvey (vinyle 25cm, Rastafari, 2010)
- The Asmara All Stars : Eritrea's Got Soul (Out Here, 2010)
- Human Race featuring the voices of Haile Selassie I, Marcus Garvey, Gandhi, Nelson Mandela, Big Youth, Spectacular, Buffalo Bill, King Stitt, Brady, Annabelle Mouloudji, Joseph Cotton, Lady Manuella and Bruno Blum (double CD Rastafari/Patch Work, 2011)[12]
- Yaoundé All Stars : Cameroon's Got Soul (2011)[10]
- Gainsbourg and the Revolutionaries (Mercury, 2015) (livre-disque 3-CD Super DeLuxe edition)
- Gainsbourg in Dub (Mercury, 2015) (livre-disque 3-CD avec dessins de Bruno Blum, photos, édition Super DeLuxe)

### En tant que dessinateur et scénariste
- Motörhead - Rock Commando (Motörhead, 1980) [Comic book, Angleterre, avec Klaus]
- Madness - Nutty Boys Comix (Madness, 1981) [Comic book, Angleterre, avec Spike et Dave Mitchell]
- L’Abécédaire de rien de ce §#ç&%$ de monde du « rock » (Autour du Livre 2007) de Pascal Samain.
- Too Much Class… Dogs, l'histoire (La Belle Saison, 2013) de Catherine Laboubée, contribution avec une BD.
- Manga Comix no 1 : Radasse la Grosse Pouffiasse (Ménilmontant International, 2015) [Comic book, textes et dessins]
- Manga Comix no 2 : Humour végane intégriste bête et méchant (Ménilmontant International, 2015) [Comic book, textes et dessins]
- Carnets exceptionnels de mes voyages (Magellan 2017) (illustrations de carnets de voyage et texte)
- Rock and roll comics (Tartamudo 2019) (roman "autobio" graphique et fiction)
- Humour végane extrémiste (À Base De Plantes 2021, bruno-blum.com) (dessins satiriques et bandes dessinées)
- Mort aux antivax (À Base De Plantes 2022, bruno-blum.com)(dessins satiriques et bandes dessinées)
- Mystère Monk (Robert Laffont 2022) [contient une illustration en double page, un portrait de Thelonious Monk]
- La Bible des Khmers verts herbivores (À Base de Plantes 2022, bruno-blum.com) (dessins satiriques et bandes dessinées)
- À Base de Plantes #0 - Chassons les chasseurs (À Base de Plantes 2023, bruno-blum.com) (dessins satiriques et bandes dessinées)
- À Base de Plantes #1 - Abattons les abattoirs (À Base de Plantes 2023, bruno-blum.com) (dessins satiriques et bandes dessinées)
- À Base de Plantes #2 - Mort aux matadors (À Base de Plantes 2024, bruno-blum.com) (dessins satiriques et bandes dessinées)
- À Base de Plantes #3 - Sabotez une chasse à courre (À Base de Plantes 2024, bruno-blum.com) (dessins satiriques et bandes dessinées)
- À Base de Plantes #4 - Paul Watson est libre ! (À Base de Plantes 2025, bruno-blum.com) (dessins satiriques et bandes dessinées)

### Livrets de disques
- The Very Best of Jamaica (Trojan 1990)
- The Stray Cats Best Of 20/20 (Arista BMG 1993)
- Omar Pene Intégration africaine (Syllart 1996)
- Woya L'Indispensable (Syllart 1996)
- Original Stalag 17-18 and 19 (Techniques 1985-Virgin France 1998)
- Buffalo Bill Ghetto Youth Unite (Music Room-Culture Press 2001)
- The Asmara All Stars - Eritrea's Got Soul (Out Here, 2010)
- Bill Haley Live in Paris 14-15 Octobre 1958 (Frémeaux & Associés 2017)

#### SérieThe Complete Bob Marley & the Wailers 1967-1972
En collaboration avec Leroy Jodie Pierson et Roger Steffens :
- Bob Marley & the Wailers, Rock to the Rock (Jad 1997)
- Bob Marley & the Wailers, Selassie Is the Chapel (Jad 1997)
- Bob Marley & the Wailers, The Best of the Wailers (Jad 1997)
- Bob Marley & the Wailers, Soul Rebels (Jad 1997)
- Bob Marley & the Wailers, Soul Revolution Part II (Jad 1997)
- Bob Marley & the Wailers, More Axe (Jad 1997)
- Bob Marley & the Wailers, Keep on Skanking (Jad 1998)
- Bob Marley & the Wailers, Satisfy my Soul Jah Jah (Jad 1998)
- Bob Marley & the Wailers, Freedom Time (Jad 2003)
- Bob Marley & the Wailers, Soul Adventurer (Jad 2003)
- Bob Marley & the Wailers, Jungle Dub (Jad 2002)
- Bob Marley & the Wailers, Rebel (Jad 2002) (4 CD)

#### Collection Caraïbes
- Calypso extrait du coffret de dix CD Anthologie des musiques de danse du monde (Frémeaux & Associés 2011)
- Harry Belafonte - Calypso, Mento & Folk 1956-1957 (Frémeaux & Associés 2009)
- Jamaica - Folk Trance Possession 1939-1961 - Roots of Rastafari (Frémeaux & Associés/Musée du Quai Branly 2013), prix de l'Académie Charles Cros
- Jamaica - Mento 1951-1958 (Frémeaux & Associés 2010)
- Jamaica - Rhythm and Blues 1956-1961
- Jamaica USA - Roots of Ska - Rhythm and Blues Shuffle 1942-1962 (Frémeaux & Associés 2013)
- Jamaica - Jazz 1931-1962 (Frémeaux & Associés 2016)
- Bahamas - Goombay 1951-1959 (Frémeaux & Associés 2011)
- Bermuda - Gombey & Calypso 1953-1960 (Frémeaux & Associés 2012)
- Trinidad - Calypso 1939-1959 (Frémeaux & Associés 2011)
- Virgin Islands - Quelbe & Calypso 1956-1960 (Frémeaux & Associés 2013)
- Dominican Republic - Merengue 1949-1962 (Frémeaux & Associés 2014)
- Haiti - Meringue & Konpa 1952-1962 (Frémeaux & Associés 2015)
- Haiti - Vodou 1937-1962 (Frémeaux & Associés 2016)
- Cuba - Jazz, Jam Sessions, Descargas 1956-1961 (Frémeaux & Associés 2018)
- Cuba - Son, les enregistrements fondateurs du son afro-cubain 1926-1962 (Frémeaux & Associés 2019)
- Cuba - Santeria, Folk Trance Possession, Mystic Music From Cuba - Fon Yoruba - Igbo - Bantu (Frémeaux & Associés 2021)
- Les Musiques des Caraïbes, du vaudou au ska (Frémeaux & Associés 2021), prix de l'Académie Charles Cros
- Puerto Rico - Plena, Bomba, Mambo, Guaracha, Pachanga 1940-1962 (Frémeaux & Associés 2022)

#### Collection America
- Voodoo in America 1926-1961 (Frémeaux & Associés 2012)
- Africa in America 1920-1962 (Frémeaux & Associés 2013)
- Slavery in America - Redemption Songs 1914-1972 (Frémeaux & Associés/Musée du Quai Branly 2014). Préface de Christiane Taubira.
- Cuba in America 1939-1962 (Frémeaux & Associés 2016)
- Caribbean in America 1915-1962 (Frémeaux & Associés 2017)
- Road Songs - Car Tune Classics 1942-1962 (Frémeaux & Associés 2013)
- The Roots of Punk Rock 1926-1962  (Frémeaux & Associés 2013)
- Roots of Soul 1928-1962 (Frémeaux & Associés 2014)
- Electric Guitar Story 1935-1962 (Frémeaux & Associés 2014)
- Rock Instrumentals Story 1934-1962 (Frémeaux & Associés 2014)
- Elvis Presley face à l'histoire de la musique américaine - 1954-1956 (Frémeaux & Associés 2012)
- Elvis Presley face à l'histoire de la musique américaine vol. 2 - 1956-1958 (Frémeaux & Associés 2012)
- Roots of Funk 1947-1962 (Frémeaux & Associés 2015)
- Race Records - Black Rock Music Forbidden on U.S. Radio 1942-1955 (Frémeaux & Associés 2015)
- New Orleans Roots of Soul 1941-1962 (Frémeaux & Associés 2016)
- Beat Generation - Hep Cats, Hipsters & Beatniks 1936-1962 (Frémeaux & Associés/Centre Pompidou 2016)
- The Color Line - African American artists and segregation 1916-1962 (Frémeaux & Associés/Musée du Quai Branly 2016)
- Klezmer - American Recordings 1909-1952 (Frémeaux & Associés 2021)

#### Collection Indispensable
- The Indispensable Bo Diddley 1955-1960 (3 CD, Frémeaux & Associés 2012)
- The Indispensable Bo Diddley 1959-1962 (3 CD, Frémeaux & Associés 2013)
- The Indispensable James Brown 1956-1961 (3 CD, Frémeaux & Associés 2012)
- The Indispensable Gene Vincent 1956-1958 (3 CD, Frémeaux & Associés 2013)
- The Indispensable Gene Vincent Vol. 2 1958-1962 (3 CD, Frémeaux & Associés 2015)
- The Indispensable B.B. King 1949-1962 (3 CD, Frémeaux & Associés 2013)
- The Indispensable Chuck Berry 1954-1961 (3 CD, Frémeaux & Associés 2013)
- The Indispensable Eddie Cochran 1955-1960 (3 CD, Frémeaux & Associés 2014)
- The Indispensable Roy Orbison 1956-1962 (2 CD, Frémeaux & Associés 2014)
- The Indispensable Rockabilly 1951-1960 (3 CD, Frémeaux & Associés 2014)
- The Indispensable Bill Haley 1948-1961 (3 CD, Frémeaux & Associés 2015)
- The Indispensable Miriam Makeba 1955-1962 (3 CD, Frémeaux & Associés 2015)
- The Indispensable Little Richard 1951-1962 (3 CD, Frémeaux & Associés 2015)
- The Indispensable Fats Domino 1949-1962 (6 CD, Frémeaux & Associés 2017)
- The Indispensable Joan Baez 1959-1962 (3 CD, Frémeaux & Associés 2017)
- The Indispensable Jerry Lee Lewis 1956-1962 (3 CD, Frémeaux & Associés 2018)
- The Indispensable Aretha Franklin, Intégrale 1956-1962 (2-CD, Frémeaux & Associés 2018)
- The Indispensable Buddy Holly, 1955-1959 (3 CD, Frémeaux & Associés 2020)
- The Indispensable Johnny Cash, 1954-1961 (3 CD, Frémeaux & Associés 2021)
- The Indispensable Doo Wop, Vocal Groups 1934-1962 (3 CD, Frémeaux & Associés 2024)
- The Indispensable Chet Atkins 1946-1956 (2 CD, Frémeaux & Associés 2025)

#### Collection Vingtième Siècle
- Great Black Music Roots 1927-1962 (3 CD Frémeaux & Associés/Cité de la musique 2014)
- L'Avant-Garde 1888-1970, musique expérimentale, génies, visionnaires, révolutionnaires, incompris et innovateurs excentriques (3 CD, Frémeaux & Associés 2018)
- The Birth of British Rock 1948-1962 (3 CD, Frémeaux & Associés 2022)
- The Birth of Surf Rock 1933-1962 (2 CD, Frémeaux & Associés 2023)
- Dictionnaire chronologique du rock 1945-1962 (4 CD, Frémeaux & Associés 2024)

Les livrets français/anglais sont en ligne sur le site de Frémeaux et Associés.

#### En collaboration avecGilles Verlant
- Serge Gainsbourg : Aux Armes et Cætera - Dub Style (Mercury, 2003)
- Serge Gainsbourg : Mauvaises Nouvelles Des Étoiles - Dub Style (Mercury, 2003)
- Serge Gainsbourg : Gainsbourg and the Revolutionaries (Mercury, 2015)
- Serge Gainsbourg : Gainsbourg in Dub (Mercury, 2015)

### Contributions
Il a également contribué aux ouvrages suivants :
- Seventies Graffiti (1993) numéro hors-série de Best, le mensuel du rock.
- Best of Blues (1994), numéro hors-série de Best, le mensuel du rock.
- Best of Reggae (1994), numéro hors-série de Best, le mensuel du rock, avec pour rédacteur en chef Bruno Blum, en collaboration avec Florent Droguet, Mehdi Boukhelf, Christian Eudeline, Patrick Eudeline, Blaise Ndjehoya, Jean-Pierre Boutellier, Pascale Geoffrois, Awal Mohamadou, Hélène Lee, Steve Barrow et Roger Steffens.
- Le Siècle rebelle, dictionnaire de la contestation au XXe siècle (Larousse 1999) sous la direction d'Emmanuel de Waresquiel.
- Nova Collector, magazine consacré à Bob Marley avec pour rédacteur en chef Bruno Blum, en collaboration avec Léon Mercadet (le magazine contenait un CD de Punky Reggae Party et l'inédit Is This Dub).
- Le Dictionnaire du rock (Robert Laffont 2000) (contribution : 14 % des textes, sous la direction de Michka Assayas)
- Bob Marley (2002), numéro hors-série des Inrockuptibles
- The Clash (2002), numéro hors-série des Inrockuptibles
- Rebel Music (Genesis Publications, Guildford, Surrey, Angleterre, 2004) de Kate Simon.
- Rock Critics (Don Quichotte, 2010). Anthologie de textes parus dans la presse rock avec Paul Alessandrini, Thierry Ardisson, François Armanet, Michka Assayas, Bayon, Yves Bigot, Bruno Blum, Laurent Chalumeau, Alain Dister, Francis Dordor, Patrick Eudeline, Philippe Garnier, François Gorin, Serge Kaganski, Nick Kent, Jean-Pierre Lentin, Serge Loupien, Christophe Nick, Philippe Paringaux, Laurence Romance, Lionel Rotcage, Arnaud Viviant.
- Best of Best, tome 1, 1968-1979 (Le Castor astral, 2010), anthologie de Best, le mensuel du rock. Conception, coordination et réalisation : Bruno Blum
- Le Nouveau Dictionnaire du rock (Robert Laffont, 2014), contribution : 10 % environ des textes, sous la direction de Michka Assayas.
- Invasion Los Angeles par Invader (Control P Editions, 2018), introduction et version anglaise.
- Invader in Conversation With Hans Ulrich Obrist par Invader (français et anglais, Heni, 2024), réécriture et notes de bas de page de la partie française.
- Les Mots de la musique, 222 musiciens du XXe siècle par 222 écrivains sous la direction de Franck Médioni  (Fayard, 2024).